# Sigma Aquarii
Sigma Aquarii (σ Aquarii / σ Aqr) ist ein astrometrischer Doppelstern im Sternbild Wassermann.
Der sichtbare der beiden Sterne, Sigma Aquarii A, ist ein weißer Unterriese vom Typ A. Die Umlaufzeit von Sigma Aquarii B beträgt 654 Tage.